# Reszkessetek, nem hagyom magam!
A Reszkessetek, nem hagyom magam! (eredeti cím: The Pagemaster) 1994-ben bemutatott amerikai vegyes technikájú film, amelyben valós és rajzolt díszletek, élő és rajzolt szereplők közösen szerepelnek. Az animációs játékfilm rendezői Joe Johnston és Pixote Hunt, producerei David Kirschner, Paul Gertz és Michael R. Joyce. A forgatókönyvet David Kirschner, David Casci Ernie és Contreras írta, a zenéjét James Horner szerezte. A Turner Entertainment készítette, a 20th Century Fox forgalmazta. Műfaja fantasy-kalandfilm.
Amerikában 1994. december 23-án mutatták be a mozikban, Magyarországon 1997. június 29-én az HBO-n vetítették le a televízióban.

## Szereplők

### Élőszereplők
| Szereplő      | Színész           | Magyar hang                                 |
| ------------- | ----------------- | ------------------------------------------- |
| Richard Tyler | Macaulay Culkin   | Szvetlov Balázs                             |
| Mr. Dewey     | Christopher Lloyd | Rajhona Ádám                                |
| Alan Tyler    | Ed Begley Jr.     | Wohlmuth István                             |
| Claire Tyler  | Mel Harris        | Németh Zsuzsa                               |
| Szomszédfiúk  | N/A               | Bartucz Attila Molnár Levente Vicsek Miklós |

### Szinkronhangok
| Szereplő              | Eredeti hang      | Magyar hang      |
| --------------------- | ----------------- | ---------------- |
| Richard Tyler         | Macaulay Culkin   | Szvetlov Balázs  |
| Fantáz Ura            | Christopher Lloyd | Buss Gyula       |
| Mese                  | Whoopi Goldberg   | Szabó Éva        |
| Kaland                | Patrick Stewart   | Rajhona Ádám     |
| Horror                | Frank Welker      | Szuhay Balázs    |
| Dr. Jekyll / Mr. Hyde | Leonard Nimoy     | Németh Gábor     |
| Ahab kapitány         | George Hearn      | Kenderesi Tibor  |
| George Merry          | Ed Gilbert        | Gesztesi Károly  |
| Tom Morgan            | Phil Hartmang     | Galbenisz Tomasz |
| Long John Silver      | Jim Cummings      | Kárpáti Tibor    |

## Betétdalok
| Dal                  | Előadó                                     |
| -------------------- | ------------------------------------------ |
| Dream Away           | Kenneth „Babyface” Edmonds Lisa Stansfield |
| Whatever You Imagine | Wendy Moten                                |

## Televíziós megjelenések
HBO, Cartoon Network, Boomerang, RTL Klub